# Friedrich Bull
Friedrich Bull (* 28. Mai 1886 in Groß Wokern; † 28. Februar 1967) war ein deutscher Politiker (SPD).

## Leben
Der uneheliche Sohn eines Gendarms (Mutter: Therese Bull, später verheiratet Jacobs) erlernte nach dem Besuch der Volksschule das Maurerhandwerk. Er ging auf Wanderschaft und arbeitete bis 1920 als Maurer. Von 1906 bis 1908 leistete er Militärdienst und von 1914 bis 1918 nahm er als Soldat am Ersten Weltkrieg teil. Ab 1920 war er als Lagerhalter beim Konsumverein Groß Wokern tätig.
Bull war ab 1919 Mitglied des Gemeindevorstandes in Groß Wokern und von 1920 bis 1921 Abgeordneter im Landtag von Mecklenburg-Schwerin.